# میندیا اوگرخلیدزه
میندیا اوگرخلیدزه (گرجی: მინდია უგრეხელიძე؛ زادهٔ ۱۹ مهٔ ۱۹۴۲) قاضی، و حقوقدان گرجی است. او از سال ۱۹۹۰ تا ۱۹۹۹ قاضی ارشد دیوان عالی گرجستان بود. و بین سال‌های ۱۹۹۹ و ۲۰۰۸ به عنوان قاضی دادگاه حقوق بشر اروپا فعالیت می‌کرد. او نامزد انتخابات دسامبر ۲۰۱۴ قضات برای دیوان کیفری بین‌المللی بود. وی دارنده پی اچ دی در رشته حقوق است و در دانشگاه مرتبه استاد تمامی دارد. او بیش از ۱۰۰ نشریه در زمینه‌های حقوق کیفری و حقوق بشر در مجلات دانشگاهی بین‌المللی و گرجستان تألیف کرده‌است.